# Гофиново какаду
Гофиновото какаду (Cacatua goffiniana) или още Гофинова корела е вид какаду, което е ендемично за горите на всички острови от архипелага Танимбар в Индонезия.
Формално за пръв път видът е бил описан през 2004 година, след като е установено, че предишните формални описания са се отнасяли за екземпляри от друг вид какаду: какаду на Дюкорп или още наречено соломоново какаду (Cacatua ducorpsii). Гофиновото какаду е най-малкото по размери измежду всички видове бели какаду. Видът има статут на почти застрашен поради обезлесяване на естествените му местообитания и улова и продажба на тези птици като домашни любимци. Видът добре се размножава в изкуствени условия и съществува голяма авикултурна популация от вида.

## Разпространение
Видът е разпространен на островите Ямдена и Ларат, част от архипелага Танимбар. Интродуциран е и на съседния архипелаг Кай, част от Индонезия, както и в Пуерто Рико и Сингапур. В Тайван днес се срещат по-малко от 100 двойки интродуцирани на острова.

## Физическо описание
Средното тегло на гофиновото какаду е около 250 грама при женските и около 300 грама при мъжките. Дължината им от главата до опашката включително е около 31 cm. Както всички представители на семейство Какаду, и гофиновото какаду има гребен от пера на главата си, които могат да стоят изправени или отпуснати назад. Тялото му е основно покрито с бели пера, като между клюна и очите има област от пера в розов цвят или цвят „сьомга“. Вътрешните пера от гребена и също са с цвят „сьомга“, но този цвят на места е почти скрит от разположения най-горен слой от бели пера на врата. Перата под крилете и опашката имат жълтеникав нюанс. Клюнът е бледосив, а цветът на ирисите варира от кафяво до черно.
Не се наблюдава силно изразен полов диморфизъм. Екземплярите от вида често биват бъркани с представители на гололикия какаду, поради силната визуална прилика.
Максималната регистрирана продължителност на живота на гофиновото какаду е 26 години, но тези данни може и да не са представителни, предвид много по-голямата продължителност на живота на други видове какадута.

## Природозащитен статус
Поради постоянното редуциране на обитавания хабитат и незаконния улов, гофиновото какаду се смята за почти застрашен вид в Червения списък на световнозастрашените видове. Видът е вписан в Приложение 1 на CITES.

## Научно наименование
В исторически план откриването на вида под названието Lophochroa goffini се приписва на Ото Финш през 1863. Кръстено е на името на Андреас Леополд Гофин, приятел на Финш и холандски морски офицер, загинал през същата година на 27-годишна възраст.
През 2000 година се установява, че формалното описание на вид, което Финш дава, е базирано на два индивида, които реално принадлежат напълно различния вид соломоново какаду (Cacatua ducorpsii). Така Cacatua goffini става синоним за вида Cacatua ducorpsii, до 2004 година, когато отново бива върнато формалното описание на вида като Cacatua goffiniana от уважение към намерението на Финш да кръсти вид какаду на приятеля си. Новото описание е основано на индивид, открит на островите Танимбар през 1923 година от херпетолога д-р Феликс Копщайн.

## Отглеждане в плен
Отглеждани в плен, този вид папагали са като цяло тихи, въпреки че са способни на високи, пронизителни крясъци. От тях става добри домашни любимци, тъй като са интелигентни, приятелски настроени и склонни към общуване. Като повечето какадута и гофиновото какаду обича да бъде галено и държано в ръка. Могат да бъдат обучавани на принципа на наблюдаването и копирането.
С клюновете си могат да унищожават тапицирани мебели и да сдъвкват електрически кабели, което може да доведе до потенциално опасни инциденти.
Отгледаните от малки гофинови какадута са склонни да изискват много внимание. Ако не им се осигури интересна и богата на преживявания атмосфера, могат да развият саморазрушително поведение като да си скубят перата и стереотипия. Имат нужда от редовна смяна на играчките в клетката, както и да бъдат пускани извън клетката за поне един час дневно, за да развиват крилете си. Дори и много опитомените птици могат да ухапят човека, ако се чувстват раздразнени или извънредно игриви.